# Rhamphomyia maai
Rhamphomyia maai är en tvåvingeart som beskrevs av Saigusa 1966. Rhamphomyia maai ingår i släktet Rhamphomyia och familjen dansflugor. Inga underarter finns listade i Catalogue of Life.